# Libecina
Libecina település Csehországban, az Ústí nad Orlicí-i járásban. Libecina Javorník, Zádolí, Střemošice, Leština és Pustina településekkel határos. Lakosainak száma 205 fő (2024. január 1.).

## Népesség
A település lakosságának változását az alábbi diagram mutatja:
| Lakosok száma | 515  | 522  | 498  | 358  | 241  | 171  | 181  | 168  | 189  | 205  |
|               | 1869 | 1890 | 1921 | 1950 | 1980 | 2001 | 2017 | 2019 | 2022 | 2024 |